# 美茵茨主教座堂
美茵茨主教座堂（德語：Mainzer Dom），全名美茵茲聖瑪爾定主教座堂（Hohe Dom St. Martin zu Mainz），是天主教美因茨教区的主教座堂，位于德国美茵茨旧城中心的集市广场附近，已有千年历史。美茵茨是政教古都，在神聖羅馬帝國時代，美茵茨大主教身兼帝國七大選帝侯之一、並駐蹕在此，政治與宗教勢力權傾一時。
教堂建築採罗曼式风格，沉穩平衡，相較於後來歐洲常見追高的哥德式教堂，羅曼式建築屬於更上一代的建築形式。教堂供奉都爾的聖瑪爾定，东侧唱经楼供奉圣斯德望。堂内埋葬历代选帝侯-采邑主教。庭院有圣波尼法爵和圣母雕像。

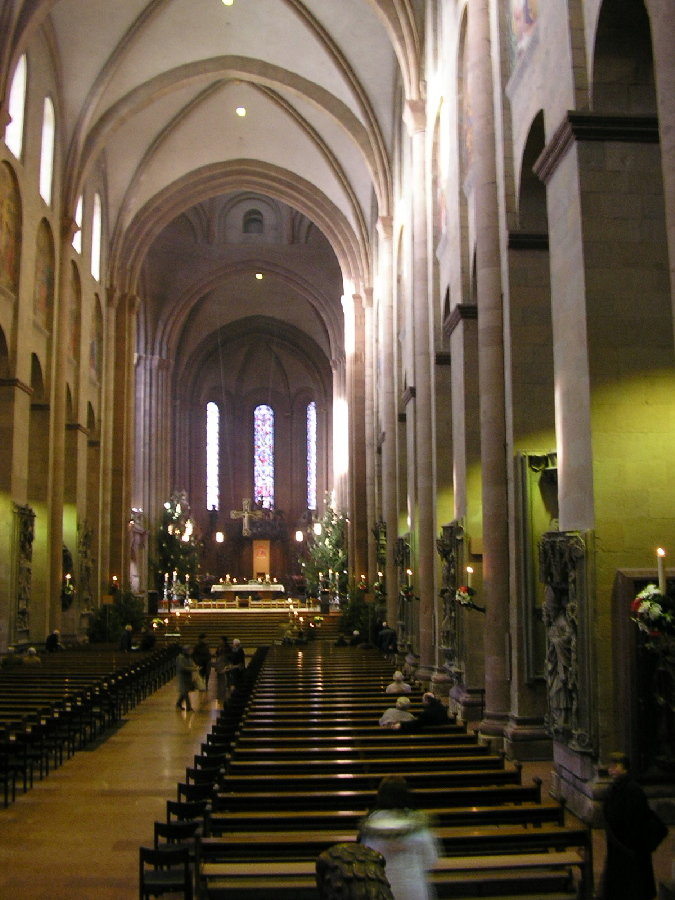
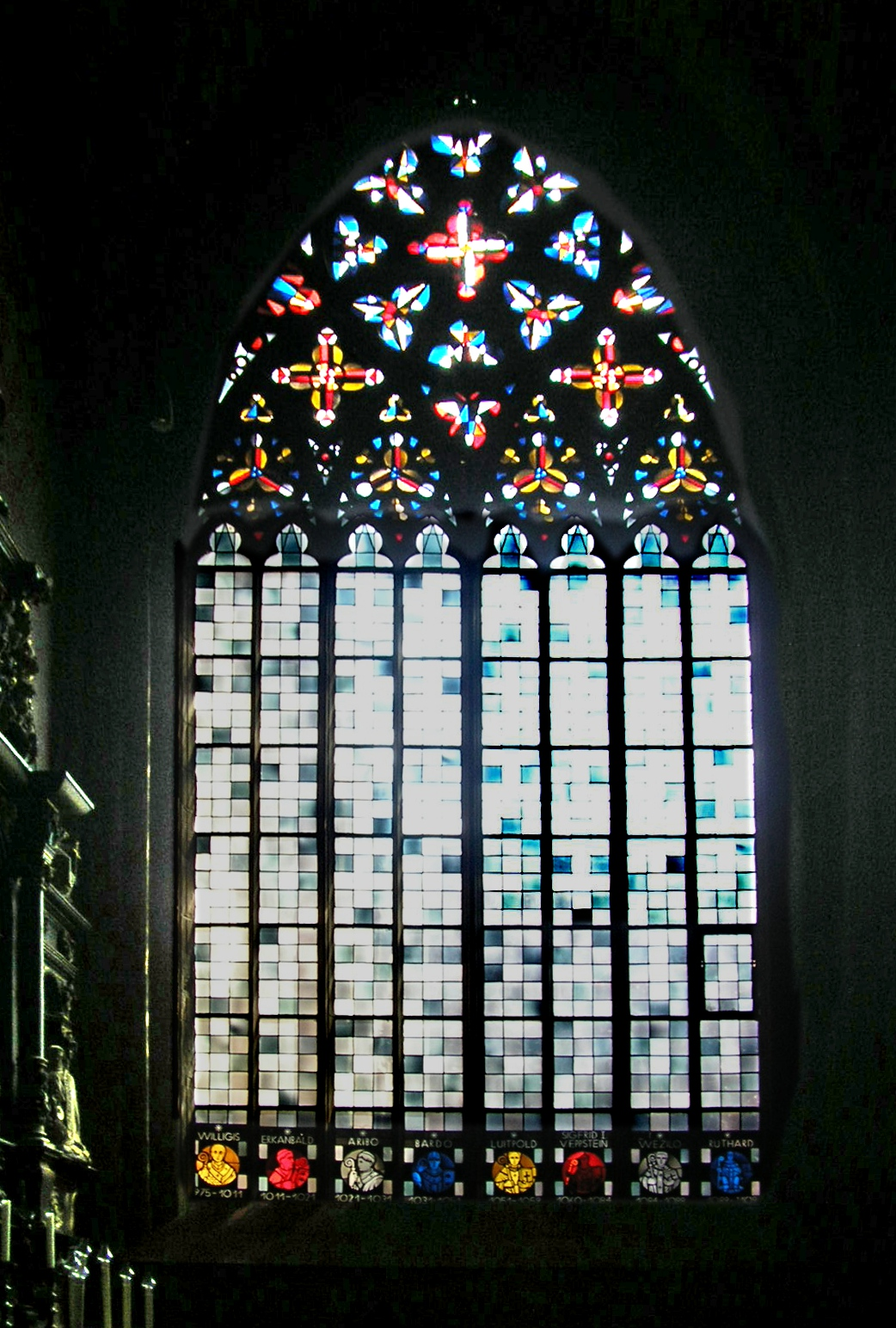
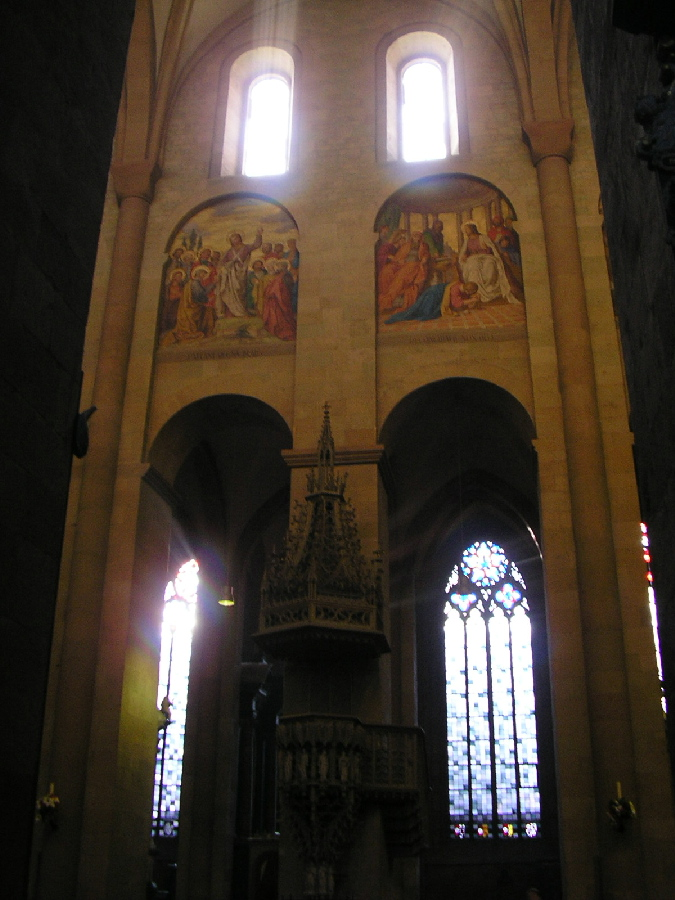
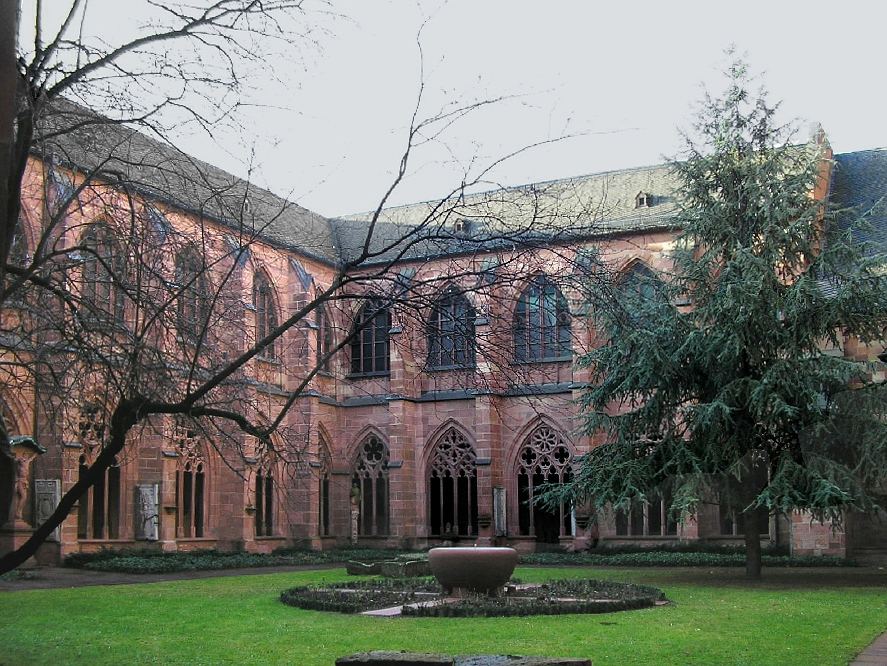